# Something New (Zendaya)
Something New è un singolo della cantante statunitense Zendaya, pubblicato nel 2016 e realizzato insieme al cantante statunitense Chris Brown.
Il video musicale girato per il singolo, non è mai stato pubblicato a causa di un diverbio tra i due artisti.
Il brano ha come sample un estratto da Creep delle TLC (1994).

## Tracce
- Download digitale

1. Something New - 3:32

## Classifiche
| Classifica (2016)         | Posizione massima |
| ------------------------- | ----------------- |
| Stati Uniti               | 93                |
| Stati Uniti (R&B/hip-hop) | 27                |